# 朝阳街道 (益阳市)
朝阳街道，是中华人民共和国湖南省益阳市赫山区下辖的一个乡镇级行政单位。

## 行政区划
朝阳街道下辖以下地区：
海棠社区、梓山社区、江金社区、金山社区、羊舞岭村、鸬鹚桥村、天星桥村、大明村、龙头山村和沙河村。